# Aino
Aino (fin. jedyna) – tragiczna postać z Kalevali, fińskiej sagi narodowej. 

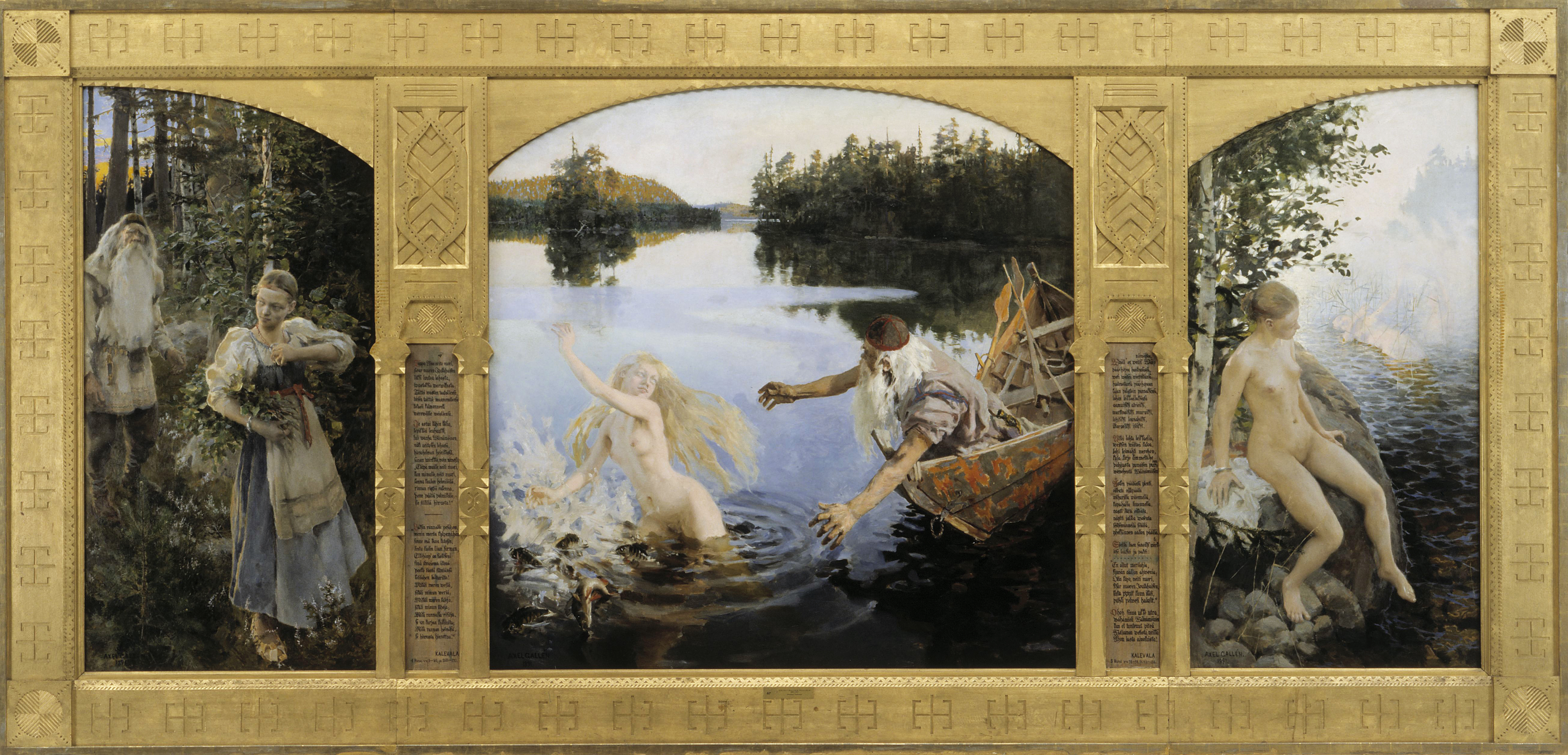
Tryptyk Akseli Gallen-Kallela Mit Aino przedstawiający historię Aino

Siostra Joukahainena. Gdy jej brat usłyszał o potędze śpiewaka run i zaklinacza Väinämöinena, postanowił wyzwać go na pojedynek. Jednak starszy i potężniejszy Väinämöinen pokonał go dzięki swej magii zatapiając go po sam czubek głowy w bagnie. Joukahainen w zamian za ocalenie życia obiecał Väinämöinenowi, że odda mu swą siostrę za żonę. Ta jednak nie była chętna wychodzić za starca, a idąc na spotkanie z nim nieszczęśliwie utonęła w morzu, zwabiona do niego przez trzy kąpiące się panny.
Motyw młodej dziewczyny wydanej za mąż wbrew woli jest typowy dla romantyzmu lub średniowiecza. Elias Lönnrot spisywał Kalevalę na podstawie starych ludowych wierszy i pieśni (fin. runo ) Niewątpliwie uległ jednak inspiracji wieloma innymi motywami literackimi pochodzącymi z innych epok i kultur. Postać Aino przypomina np. polską legendę o "Wandzie, co nie chciała Niemca"